# ポール＝ヘンリ・キャンベル
ポール＝ヘンリ・キャンベル（Paul-Henri Campbell、1982年 - ）は、ドイツ系アメリカ人の著作家。英語とドイツ語で韻文も散文も書く。アイルランド国立大学メイヌース校とフランクフルト・アム・マインのゲーテ大学で、カトリック神学とともに、古典言語、特に古代ギリシア語を学んだ。
キャンベルは作品を通して、現代の神話を探し求めている。キャンベルは、自身の散文に対する姿勢を神話的リアリズムと称している。キャンベルの寄稿は、Lichtungen、Purnev Literary Magazine、Hessischer Literaturbote、entwürfe、KGB Magazineといったドイツやアメリカ合衆国の文芸雑誌に掲載されている。

## 私生活
キャンベルは、1982年にマサチューセッツ州ボストンで、元アメリカ陸軍士官の父とドイツ人看護婦の母の間に生まれた。マサチューセッツ州で育った後、家族と一緒にドイツへ移り、バイエルン州で中等教育卒業試験（アビトゥーア）を終えた。キャンベルは生まれながらにして、重い心臓病を患っており、24歳から心臓ペースメーカーを付けている。また、10歳のときには、命に関わる脳腫瘍にかかり、ボストン小児病院で除去手術を受け、以降はてんかん症になっている。現在は、フランクフルトのイエズス会系の大学である聖ゲオルグ哲学神学大学 (Philosophisch-Theologische Hochschule Sankt Georgen) に提出する基礎神学の論文を準備中である。

## 作品と見解
キヤンベルの物語作品は、悲劇的な皮肉が随所に盛り込まれていることが特徴になっている。そして、一見普通の登場人物たちと、話の展開が、解決し難い弁証法的関係を創り出してゆくことになる。そうした状況のほとんどは野心と期待の相克の中から立ち現れる。例えば愛のように、人間が誰しも共有する経験の周囲にある主題を中心に置くことは、キヤンベル作品の特徴となっている。
ライプツィヒの主要なインターネット・ニュース・プラットフォームの編集者であるラルフ・ユルケ (Ralf Julke) は、キヤンベルの短編作品集『Meinwahnstraße』を評して次のように記した。
経験されていることが、実のところ愛に関係しているのかどうか、まったくわからない（ような様々な状況がある）。ひょっとするとこれは、強迫観念か、感情の経済的働きの欠陥か、妄想なのか。本当の愛？ーいや、絶対に違う。主題に関する限り、キャンベルの物語の多くは、レイモンド・カーヴァーの作品中にも見出されるものだろう。しかし、カーヴァーの場合には、ここにある物語のようには展開しない。なぜなら、キャンペルの話には、確固たる展開があるのだ。そこには、何かしらの不安定な人間関係の物語だけではなく、底なしの空虚や深みに満ちた.  不安、というのは:　キャンベルの物語は明らかに結果がある。それらは不安定な人間関係の物語だけではなく、底知れない空虚さ、不安、偽りの底が満ちあふれている。さらに、最終的な破局への強烈な傾斜がある。
キャンベルの詩作品は、あたかも一連のスナップショットのような、多数の美しい風景の印象を舞台とする、現代の神話に基づいている。この点でキャンベルは、象徴主義の流れや、事物詩 (Dinggedicht) の立場に近い。ステファヌ・マラルメの詩「骰子一擲 (Un Coup de Dés)」に触発され、キャンベルは印刷された言語としての詩、すなわち、詩的言語とそれを表現する媒体との関係に、関心を抱くようになった。単語を構成する文字は、それが載っているページの表面とともに演じているのである。こうしてキャンベルは、詩文にとって重要な構成要素として、言語の物質性（文字の物質性）に光を当てようとしている。このため、キャンベルの詩作品は、孤立した作品としてではなく、大きな詩的運動の一部として提示され、ひとつの主題の下に、一群の詩が創作され、1冊の本が編まれる。キャンベルの詩作の主題には、ポンティアック・ファイヤーバード・トランザムや、ニューヨーク地下鉄のAライン、ディルド、スピード・デートなどが取り上げられる。無駄な詩作を避けるために、キャンベルは自らの詩作品を、より広範な枠組の中で概念化しょうとしている。『Space Race』と題されたキャンベルの詩集は、20世紀における月を目指す取り組みをめぐる神話を詩によって形作るものであり、正しく概念化の戦術に則って構成されたものである。主たる焦点は、個々の詩にではなく、この書籍全体の中における構成上の場所、位置、意味付けにおかれている。
2013年3月、キャンベルは、ドイツ語圏最大級の詩の雑誌『Das Gedicht』の編集委員に招聘された。

## 受賞
- 2012 デヒツングスリング、ボン( ドイツ  ): 翻訳[15]
- 2012 Poet-in-Residence,　ドレスデン( ドイツ ) ( カールークリスチャン  エルザとロウザ ドマスシナ  との合作 )

## 出版物
- Duktus Operandi.  詩、アセナーヴェラーグ、オバーハウゼン 2010
- Meinwahhnstrasse. 短編、フイルーヴェラーグ、リープゼグ  2011
- Space Race.  Gedichte:  詩(篇 )、フィルーヴェラーグ、リープゼグ 2012
- Benedikt XVI.  オーヂオブック、( 話し手:  アンドレース  ヘーラーとミーコ  カシミアー   )、モナーダー出版,  Halle/Saale 2012

## 参考
1. 1 2  “Amerikaner dichtet auf Deutsch”. Mitteldeutsche Zeitung.  オリジナルの2013年12月13日時点におけるアーカイブ。 2012年9月16日閲覧。
2. ↑  “Leipziger Autoren zur Buchmesse: Mythologisch und realistisch - Paul-Henri Campbell”.  Leipziger Internet Zeitung (2012年3月1日). 2012年9月16日閲覧。
3. ↑  “Paul-Henri Campbell, Publications”.   Pual Henri Campbell.com. 2013年12月12日時点のオリジナルよりアーカイブ。2012年9月16日閲覧。
4. ↑  “LITERATUR-Lichtungen, Vol. 130 No. XXXIII”. 2012年6月18日時点のオリジナルよりアーカイブ。2012年9月16日閲覧。
5. ↑  “Die Legende des Fresh Kills Landfills, Staten Island-entwürfe, Vol. 66”.   entwuerfe.ch. 2013年12月13日時点のオリジナルよりアーカイブ。2012年9月16日閲覧。
6. ↑  etcetera, etcetera, Jubiläumsausgabe Nr. 50 , Essay: Literatur vor 2045, November 2012
7. ↑  “Interview mit Paul-Henri Campbell in Marias Nachtgespräch”.   Regio-TV-Stream.de. 2012年9月16日閲覧。[リンク切れ]
8. ↑  Rheinische Post, Deutsch-amerikanischer Liebesdichter, , February 16, 2012
9. ↑  Leipziger Internet Zeitung, Die grotesken Geschichten eines Amerikaners aus Leipzig,  July 31, 2011
10. 1 2  Leipziger Internet Zeitung, Paul-Henri Campbells großer Gesang auf das Zeitalter der Raumfahrt: Space Race,  March 4, 2010
11. ↑  Stpéphane Mallarmé, Un Coup de Dés
12. 1 2 3  buchreport, Lyrik des Glamours,  May 7, 2010
13. 1 2  Main-Echo, Sprachliche Schwerelosigkeit, May 5, 2012
14. ↑  “dasgedichtblog-Fragebogen: Paul-Henri Campbell”.   Das Gedicht. 2013年5月24日閲覧。
15. ↑  Dichtungsring, Computer automated translation versus human translation, 1. Prize winner [リンク切れ] See also in print: Dichtungsring. Vol. 41 2012, 21 de julho, 2012